# Бентівольйо
Бентівольйо (італ. Bentivoglio) — муніципалітет в Італії, у регіоні Емілія-Романья,  метрополійне місто Болонья.
Бентівольйо розташоване на відстані близько 320 км на північ від Рима, 17 км на північ від Болоньї.
Населення — 5520 осіб (2014).
Щорічний фестиваль відбувається 24 травня. 

## Демографія
Населення за роками:

Станом на 1 січня 2023 року в муніципалітеті офіційно проживало 589 іноземців з 56 країн, серед них 197 громадян країн Євросоюзу та 42 громадяни України.

## Уродженці
- Фабіо Боріні (*1991) — відомий італійський футболіст, нападник.

## Сусідні муніципалітети
- Арджелато
- Кастель-Маджоре
- Гранароло-делл'Емілія
- Малальберго
- Мінербіо
- Сан-Джорджо-ді-П'яно
- Сан-П'єтро-ін-Казале